# Hypocnemis
Hypocnemis é um género de ave da família Thamnophilidae.
Este género contém as seguintes espécies:
- Papa-formiga-cantador, Hypocnemis cantator
- Cantador-amarelo, Hypocnemis hypoxantha
- Cantador-de-rondon, Hypocnemis rondoni
- Cantador-sinaleiro, Hypocnemis peruviana
- Cantador-sulfúreo, Hypocnemis flavescens
- Cantador-galego, Hypocnemis subflava
- Cantador-ocráceo, Hypocnemis ochrogyna
- Cantador-estriado, Hypocnemis striata